# Никандр (Феноменов)
Митрополит Никандр (в миру Николай Григорьевич Феноменов; 2 (14) мая 1872, Болхов, Орловская губерния — 18 февраля 1933, Ташкент) — епископ Русской православной церкви, митрополит Ташкентский.

## Биография
Родился в семье священника 2 мая 1872 года в городе Болхов Орловской губернии.
В 1893 году окончил Орловскую духовную семинарию и поступил в Киевскую духовную академию.
3 апреля 1897 года был пострижен в монашество с именем Никандр, 10 апреля рукоположен во иеродиакона, а 15 августа — во иеромонаха.
В 1897 году окончил академию со степенью кандидата богословия и 3 октября назначен преподавателем гомилетики Тульской духовной семинарии.
В марте 1900 году назначен инспектором Кутаисской духовной семинарии.
11 января 1901 году переведён на должность инспектора Тифлисской духовной семинарии.
21 января 1902 года назначен ректором Тифлисской духовной семинарии с возведением в сан архимандрита. Руководитель постройки её новых зданий, член Грузинского епархиального училищного совета и Совета Тифлисского миссионерского духовно-просветительного братства, цензор журнала «Пастырь» (1901) и проповедей в городских храмах (1903).
19 мая 1905 года определён быть епископом Бакинским, но 2 июня того же года последовал указ о бытии епископом Кинешемским, викарием Костромской епархии. 10 июля 1905 года состоялась епископская хиротония.
В 1907 году избран почётным председателем Костромского отдела «Союза русского народа».
15 февраля 1908 года назначен епископом Нарвским, вторым (с 1910 года первым) викарием Санкт-Петербургской епархии и председателем Епархиального миссионерского совета.
С 26 мая 1910 года в течение трёх с половиной месяцев во время отпуска митрополита Антония управлял Санкт-Петербургской епархией и заведовал Александро-Невскою Лаврой и Исидоровским епархиальным женским училищем.
20 марта 1914 года назначен епископом Вятским и Слободским.
Награждён набедренником (1897), наперсным крестом (1901), орденами св. Анны II (1904) и I (1912) степени, св. Владимира III степени (1909) и болгарским св. Александра «За гражданские заслуги».
Член Поместного Собора 1917—1918 годов, участвовал во всех трёх сессиях, председатель XX, член II, III, V, VIII, IX, XVI, XVIII отделов и Комиссии о мероприятиях к прекращению нестроений в церковной жизни.
В декабре 1917 года избран заместителем члена Св. Синода, с июня 1918 года присутствующий в нём.
1 ноября 1918 года был арестован в Москве и заключён в Бутырскую тюрьму без предъявления обвинения.
7 апреля 1919 года возведён в сан архиепископа.
23 апреля 1919 года приговорён к трём годам заключения в концлагере, отправлен в Архангельский лагерь. 9 сентября 1920 года досрочно освобождён. Вернулся в Москву.
20 октября 1920 года был арестован на своей московской квартире, заключён сначала в тюремный подотдел МЧК (Кисельный пер., 8, камера 9), затем в Бутырскую тюрьму.
В июле 1921 года освобождён под подписку о невыезде из Москвы.
В сентябре 1921 года он был назначен членом патриаршего Синода и архиепископом Астраханским. К месту назначения не выехал из-за подписки о невыезде.
В январе 1922 года назначен архиепископом Крутицким, помощником Святейшего Патриарха Тихона. При вступлении в должность собрал для представления и знакомства московских благочинных, причём дал каждому поручение доставить для него сведения о состоянии вверенного им благочиния.
22 марта 1922 года — арестован и заключён в Бутырскую тюрьму в связи с делом «об изъятии церковных ценностей». 23 января 1923 — освобождён под подписку о невыезде из Москвы.
20 марта 1923 года был арестован, привлечён к суду вместе с Патриархом, митрополитом Арсением (Стадницким), секретарём патриарха Петром Гурьевым.
В январе 1924 года вместе с митрополитом Арсением (Стадницким) был на несколько дней освобождён из заключения. За это время побывал у Патриарха Тихона и выразил пожелание уйти с Крутицкой кафедры.
24 января 1924 года распоряжение Патриарха Тихона № 71 «согласно словесной просьбе Высокопреосвященного Никандра, архиепископа Крутицкого, он увольняется временно по болезни на покой, а архиепископом Крутицким, управляющим Московской епархией, назначается Высокопреосвященный Пётр, архиепископ Подольский».
28 марта 1924 года приговорён к трём годам ссылки в Среднюю Азию. Ссылку отбывал в Чимбае (Каракалпакия), а затем в Хиве. Освобождён в 1925 году.
В ноябре 1925 года был возведён в сан митрополита и направлен на Одесскую кафедру.
Осенью 1927 года перемещён митрополитом Ташкентским и Туркестанским, в связи с назначением в Одессу митрополита Ленинградского Иосифа (Петровых).
В 1930 году, когда у православных Ташкента отобрали в пользу обновленцев последний храм — Свято-Сергиевский, верующие стали собираться для общей молитвы возле маленькой кладбищенской часовни в честь иконы Пресвятой Богородицы «Всех скорбящих Радосте». Богослужения совершали митрополиты Никандр как правящий архиерей и Новгородский Арсений (Стадницкий), сосланный в Ташкент. К этому времени в ведении митрополита Никандра состояло всего 27 приходов.
30 сентября 1931 года включён в число постоянных членов Временного патриаршего Священного Синода.
Скончался 18 февраля 1933 года в Ташкенте. Похоронен за алтарём Скорбященской часовни на Боткинском кладбище.